# 메샬 바르샴
메샬 아이사 바르샴(아랍어: مشعل عيسى برشم, Meshaal Aissa Barsham, 1998년 2월 14일 ~ )은 카타르의 축구 선수로, 현재 카타르 스타스 리그의 알사드 SC와 카타르 축구 국가대표팀에서 골키퍼로 뛰고 있다.